# Alexandru Vremea
Alexandru Vremea (Ialoveni, 3 novembre 1991) è un ex calciatore moldavo, di ruolo centrocampista.

## Carriera

### Club
Ha giocato nella massima serie del campionato moldavo con Sfîntul Gheorghe, Academia e Zimbru Chișinău.

### Nazionale
Il 7 giugno 2014 esordisce con la nazionale moldava nell'amichevole Camerun-Moldavia (1-0).

## Palmarès

### Club

#### Competizioni nazionali
- Supercoppa di Moldavia: 1

Zimbru Chișinău: 2014
- Coppa di Moldavia: 1

Sfîntul Gheorghe: 2020-2021